# Clockwork Angels Tour (album)
| Recensione | Giudizio |
| ---------- | -------- |
| AllMusic   |          |

Clockwork Angels Tour è il decimo album live del gruppo rock canadese Rush; l'album è stato pubblicato il 19 novembre 2013 in formato audio come triplo CD, ma anche come video nei formati DVD e blu-ray.
L'album è stato registrato durante le tappe di Phoenix e Dallas dell'omonimo tour. Dall'album non sono stati estratti singoli commerciali o promozionali.

## Descrizione
L'album dal vivo documenta il giro di concerti svolto a sostegno dell'album Clockwork Angels. Accanto ad alcuni classici, i Rush in questo album dal vivo propongono materiale estratto dal loro ultimo lavoro in studio, molti pezzi degli anni ottanta, un nuovo pezzo inedito del chitarrista Alex Lifeson e l'assolo di Neil Peart suddiviso in tre momenti distinti. La principale novità che contraddistingue questo album dal vivo dai precedenti è tuttavia la presenza della Clockwork Angels String Ensemble, un ottetto di archi che accompagna la band durante parte dell'esibizione.
La positiva recensione di AllMusic sottolinea la possibilità di apprezzare l'evoluzione del gruppo, oltre che in studio, anche in concerto grazie alla pubblicazione dei numerosi album dal vivo. Si cominciano a notare a tratti i limiti imposti dall'età anagrafica dei musicisti, ma questi vengono considerati difetti facilmente perdonabili.

## Tracce

### Disco 1
1. Subdivisions - 5:39  (da: Signals)
2. The Big Money - 6:02  (da: Power Windows)
3. Force Ten - 5:35  (da: Hold Your Fire)
4. Grand Designs - 5:15  (da: Power Windows)
5. The Body Electric - 4:52  (da: Grace Under Pressure)
6. Territories - 6:46  (da: Power Windows)
7. The Analog Kid - 5:24   (da: Signals)
8. Bravado - 5:46  (da: Roll the Bones)
9. Where's My Thing? (Lee, Lifeson) (da: Roll the Bones) / Here It Is! (Peart) - 8:23
10. Far Cry - 5:35  (da: Snakes & Arrows)

Tutti i brani scritti da Geddy Lee, Alex Lifeson e Neil Peart eccetto dove segnato

### Disco 2
1. Caravan - 5:42  (da: Clockwork Angels)
2. Clockwork Angels - 8:12  (da: Clockwork Angels)
3. The Anarchist - 6:59  (da: Clockwork Angels)
4. Carnies - 5:16  (da: Clockwork Angels)
5. The Wreckers - 5:27  (da: Clockwork Angels)
6. Headlong Flight (da: Clockwork Angels) / Drumbastica - 8:17  (Peart)
7. Peke's Repose (Lifeson) / Halo Effect - 5:15  (da: Clockwork Angels)
8. Seven Cities of Gold - 6:24  (da: Clockwork Angels)
9. Wish Them Well - 6:41  (da: Clockwork Angels)
10. The Garden - 7:16  (da: Clockwork Angels)

Tutti i brani sono accompagnati dalla Clockwork Angels String Ensemble tranne Drumbastica e Peke's Repose
Tutti i brani scritti da Geddy Lee, Alex Lifeson e Neil Peart eccetto dove segnato

### Disco 3
1. Dreamline - 5:19   (da: Roll the Bones)
2. The Percussor (I) Binary Love Theme (II) Steambanger's Ball - 3:10  (Peart)
3. Red Sector A - 5:21  (da: Grace Under Pressure)
4. YYZ - 4:52  (Lee, Peart) (da: Moving Pictures)
5. The Spirit of Radio - 6:28  (da: Permanent Waves)
6. Tom Sawyer - 5:57  (Lifeson, Lee, Peart, Pye Dubois) (da: Moving Pictures)
7. 2112 (Overture, The Temples of Syrinx e Grand Finale) - 8:24 (da: 2112)
8. Limelight - 4:43  (da: Moving Pictures) (bonus track, soundcheck recording)
9. Middletown Dreams - 5:23  (da: Power Windows) (bonus track)
10. The Pass - 5:05  (da: Presto) (bonus track)
11. Manhattan Project - 5:21  (da: Power Windows) (bonus track)

I brani Dreamline, Red Sector A, YYZ e Manhattan Project sono accompagnati dalla Clockwork Angels String Ensemble
Tutti i brani scritti da Geddy Lee, Alex Lifeson e Neil Peart eccetto dove segnato

## Formazione
Gruppo
- Geddy Lee - basso, tastiere e voce
- Alex Lifeson - chitarra elettrica ed acustica e cori
- Neil Peart - batteria e percussioni

Clockwork Angels String Ensemble
- David Campbell - direttore
- Mario De Leon - violino
- Joel Derouin - violino
- Jonathan Dinklage - violino
- Gerry Hilera - violino
- Audrey Solomon - violino
- Adele Stein - violoncello
- Jacob Szekely - violoncello
- Hiroko Taguchi - violino
- Entcho Todorov - violino

## Classifiche
| Classifica (2013) | Posizione massima |
| ----------------- | ----------------- |
| Stati Uniti       | 33                |

## Principali edizioni e formati
Clockwork Angels Tour è stato pubblicato in varie edizioni e formati; queste le principali:
- 2013, Anthem Records (solo Canada), formato: triplo CD
- 2013, Roadrunner Records, formato: triplo CD
- 2013, Roadrunner Records, formato: triplo CD/doppio DVD/Blu ray, delux edition
- 2019, Roadrunner Records, formato: quintuplo LP (vinile 180 g.)

### Delux edition
Edizione delux pubblicata il 19 novembre 2013, realizzata in edizione limitata e numerata, essa presenta:
- confezione delux con box in cartoncino e libretto di 36 pagine
- triplo CD
- doppio DVD con concerto filmato ed extra
- Blu ray con concerto filmato ed extra
- Litografie con illustrazioni di Hugh Syme